# アイヌラックル
アイヌラックルは、アイヌ伝承の創世神話における英雄神で、アイヌ民族の祖とされる地上で初めて誕生した神。アイヌ語で「人間みたいな神」という意味。エピソードを通じて人々の日常生活を支える多くの品々の起源が語られることから、アイヌ神話の上での文化英雄の役割を持つ。オイナ、オイナカムイ、オキクルミなどの別名でも伝えられている。

## 名称
文化英雄・人文神としてのオイナ(oyna)またはアエオイナカムイ(Aeoynakamuy)は、アイヌラックル(Aynurakkur)、オキクルミ(Okikurmi)とも呼ばれている。
アイヌラックルのrakは"～匂いのする"の意味で、すなわち「アイヌラックル」のは"人の匂（い）の人"、"人間らしいひと"の意と説明される（金田一京助）。クル kur は厳密には"人"の意であるが、他の解説をみると"人間の匂いがする神=半神半人の神"（久保寺逸彦）、"人くさい神"などと語釈されている。
オイナカムイは、直訳すれば"伝える（神）"であるが、知里は"巫術を行う神"の意であると語釈している。
「アエ」という接頭語は"我ら"を意味するもので、アエオイナカムイは"我々がそれを伝える（神）"と直訳される。文法的な説明では、「アエ」という代名詞的接辞をもちいた「オイナカムイ」の活用形 だとされる。
オキクルミは"裾のきらきらする（皮/毛皮の）衣を身につける神"の意である。

### コタンカルカムイ
創造神コタンカルカムイ(kotan-kar-kamuy)も、結局アイヌラックルと同神だと知里真志保は結論づけているが、土地によっては別個の神々で兄弟とされている。
コタンカルカムイは別名をサマイクル（"託宣を云う神"）等（北海道の中東北部から樺太）と呼び、オキキリマという神より優位（"オキキリマの方は事毎にその下風に立つ"）とされているが、北海道南西部（胆振・日高の沙流郡）では、サマイウンクル、サマュンクル等と呼ばれ、立場逆転してオキクルミより劣位（その同伴者）とされている。

## 伝承
アイヌの神話や伝説は、口承で伝えられてきたため、伝承地や伝承者によってさまざまな差異があり、このアイヌラックル（オキクルミ）の伝説に関しても、定説というものは存在しない。
ここでは、アイヌラックルの伝説のパターンの一つとして、釧路の山本多助エカシの記した「アイヌ・ラッ・クル伝」に収録の伝承を紹介する。

### 家系
母親は天上から最初に地上に降りた女神、ハルニレの木の精霊でもあるチキサニ姫。ひとつの伝承によると、父親は日の神で、単にチキサニ姫を美しいと思ったことから、その神慮が作用して姫がアイヌラックルを妊娠したとある（日の神はそのとき、火の女神が左手にラルマニ姫、右手にチキサニ姫をとってお供にさせている様子を窺っていた）。異説では父親は天上界で一番の荒神である雷神カンナカムイであった。
アイヌラックルの妻は天上の高位の女神、白鳥姫レタッチリ。

### 誕生
かつてまだ大地に動植物も人の姿も何もない頃、神（カムイ）の何人かが大地に降り立ち、世界を作り始めた。神々が大地に降臨したときには既に、混沌とした大地から悪魔や魔神たちが生まれていたが、神々は魔神たちから大地を守りつつ、世界作りに努めた。
天上の神々はこの地上の様子に大変興味を持っていたが、その中で雷神カンナカムイが地上を見下ろすや、地上にいるチキサニ姫に心惹かれ、たちまち雷鳴と共にチキサニの上に降り立った。
雷神の荒々しい降臨によってたちまちチキサニは火に包まれ、数度の爆発の末、燃え盛る炎の中から赤ん坊が誕生した。これがカンナカムイとチキサニとの間に産まれた子、アイヌラックルである。アイヌラックルは地上で誕生した初めての神だった。

### 幼年期
天上界の神々は地上に神の子が産まれたことを知り、ただちに養育の準備に執りかかった。まず幼い神の子を育てるための砦を地上に築き、養育役には太陽の女神が任に当たった。
チキサニは我が子の誕生後、6日間燃え続けた末に消滅してしまったが、その炎は絶やされることなく、養育の砦の囲炉裏に入れられ、生活の中心として用いられた。
やがて地上世界が完成し、動植物や人間（アイヌ）たちができあがると、神々は人間に言葉を教え始めた。知恵を身につけた人間たちは、神の子の養育の様子に倣い、それまでの洞窟生活をやめて家を建て、生活用具を作り、火を生活に用いるようになった。

### 少年期
神の子は元気な少年神へと成長を遂げ、地上で人間の子供たちとよく遊び、共に仲良く生活していた。この頃から彼はいつしか、神の子でありながら人間同様に暮す者として、アイヌ語で「人間くさい神」「人間と変わらぬ神」を意味する「アイヌラックル」の名で呼ばれるようになった。
アイヌラックルと子供たちとの交流の中、網、弓矢などの生活道具が発案され、それらは人間たちの生活において欠かせないものとなった。

### 青年期
ある雨の日にアイヌラックルは、養育の女神に大事なことを告げられた。
それは、アイヌラックルがもうすぐ16歳となって成人すること、神であるアイヌラックルは人間を指導する重要な役割を担っていること、争いを起こす人間は魔物同然として厳重に罰しなければならないこと、成人後の婚約者として天上では既に白鳥姫が選ばれており、後に姫が地上に降りて来ることだった。
この頃には、かつて地上に蔓延っていた悪魔や魔神たちは、地底の暗黒の国へ身を潜め、地上には平和な日々が続いていた。

### 大鹿退治
あるとき、巨大な鹿が人間たちを襲うという噂がアイヌラックルの耳に届いた。さらには、夜中に魔女らしき者が現れるという噂もあった。神々の助言により、アイヌラックルはこの一連の噂こそ、魔神たちが勢力を増す兆しだと知り、地上の平和を守る神として、魔神たちと暗黒の国に戦いを挑む決心をした。
アイヌラックルは大鹿退治に出発した。途中、小川のほとりで美しい姫に出逢った。彼の妻となるべき白鳥姫であった。アイヌラックルは姫に一礼し、道を急いだ。
そして遂に大鹿が現れ、早速アイヌラックルに襲い掛かった。子供の頃によく鹿と相撲をとっていた彼も、通常の鹿の2倍はあろうかという巨体の前には、さすがに苦戦を強いられた。激しい死闘の末、遂にアイヌラックルは大鹿を倒した。
アイヌラックルは、この鹿は到底野生の者ではなく、もうすぐ成人する自分の力を試すため、天上の神々が遣わした者に違いないと悟った。アイヌラックルは大鹿を手厚く葬り、地上の神である自分は相手が何者であろうと戦わなければならないことを告げた。
そしてアイヌラックルが真新しい矢を天上目掛けて射ると、大鹿の魂はその矢に乗り、天上へと帰って行った。

### 魔神退治
大鹿退治から凱旋したアイヌラックルは白鳥姫に再会したが、大鹿と共に噂にのぼっていた魔女ウエソヨマが現れ、姫を奪い去った。アイヌラックルは憎き魔女を倒そうとするも、逆に魔女の魔力によって視力を奪われてしまった。
神々の助けでアイヌラックルは養育の砦へ辿り付き、養育の女神の治療を受け、全快に至った。一方で姫は、暗黒の国で牢獄に閉じ込められていた。
その夜、アイヌラックルは女神から授けられた天上の宝剣を手にし、防具に身を固めて1人で砦を発ち、地底への入口を通って暗黒の国へと進んだ。
不意のアイヌラックルの出現に、魔女ウエソヨマを始めとする多くの魔神や悪魔たちが驚き、襲い掛かってきた。アイヌラックルは魔女ウエソヨマたちを次々に斬り捨て、暗黒の国の大王をも征伐した。
大混乱に陥った暗黒の国で、アイヌラックルが宝剣を天にかざすと、激しい雷撃が国を襲った。アイヌラックルの父である雷神カンナカムイの力であった。稲妻のこもった宝剣をアイヌラックルが数度振り下ろすや、暗黒の国は火の海となり、12日間燃え続けた末に完全に消滅に至った。
アイヌラックルは愛する姫を救い出し、無事に地上の砦へと帰って行った。養育の女神は白鳥姫が地上に降りたことを見届け、天上へと帰って行った。
その後、初めての地上の神であるアイヌラックルは、魔物たちの脅威が消え失せた地上で、人間たちと共に平和に暮らし続けた。

### 晩年
魔神退治の他にも数々の武勇を遂げたアイヌラックルだが、晩年には人間たちが次第に堕落していった。遂にアイヌラックルは、それまで住んでいた地を離れ、いずこかへと去って行ってしまった。
それ以来、地上の悪事や災害は増す一方であり、人間たちはアイヌラックルを失ったことを激しく悔やんだ。しかしアイヌラックルは去り際に、決して人間すべてを見捨てたわけではなく、時おり雷鳴と共に人間たちを見舞うと告げていた。それゆえに人間たちは、雷鳴が轟くと、アイヌラックルの来訪といって拝むようになった。

## 別説
伝承には以下を始めとする諸説がある。
- 父は日の神、もしくは歳神（パコロカムイ）、他。
- アイヌラックルから妻となる姫を奪ったのは暗黒の国の魔女ではなく、別の村に住む巫女が姫に嫉妬し、姫をさらって牢に閉じ込めた。

上記以外にも、様々なパターンの話が存在する。
- 知里幸恵のアイヌ神謡集では、「オキキリムイ(okikirmui)」と表記され、サマユンクルとシュプンランカといとこ同士であるという。サマユンクルは「短気で、知恵が浅く、あわて者で根性が悪い弱虫」、オキキリムイは「神の様に知恵があり、情け深く、勇気があるえらい人」で、「その物語は無限というほど沢山」あるという。
- しかし、地方によってはオキクルミとサマユンクル（サマイクル等とも表記される）が兄弟であったり、またサマユンクルの方が英雄神であったりといった様々なパターンがある。おおむね、道央道南（胆振、日高の沙流郡など）ではオキクルミが、道東道北ではサマイクルが尊ばれるというが、その区分も厳密なものではない。
- 伝承者によっては、人間の英雄とされるポンヤウンペ（ポイヤウンペ等とも表記される）と同一視されたり、兄弟とされる場合もある。その愛刀虎杖丸には、男女一対の雷神の化身である竜神（カンナカムイ）が憑依し守護している。
- 新井白石は『読史余論』でオキクルミは源義経であろうと述べている（今も蝦夷の地に義経の家の跡あり。又、夷人飲食に必ずまつる。そのいはゆるヲキクルミといふは、即ち義経の事にて、義経のちには奥へゆきしなど言ひ伝へしともいふ也）。